# Robert Jeangerard
Robert Eugene "Bob" Jeangerard (Evanston, 20 juni 1933 – Belmont, 5 juli 2014) was een Amerikaans basketballer. Hij won met het Amerikaans basketbalteam de gouden medaille op de Olympische Zomerspelen 1956 en de Pan-Amerikaanse Spelen 1959. Hij won zilver tijdens het Wereldkampioenschap basketbal 1959.
Jeangerard speelde voor het team van de Universiteit van Colorado te Boulder en de Phillips 66ers. Tijdens de Olympische Spelen speelde hij 8 wedstrijden, inclusief de finale tegen de Sovjet-Unie. Gedurende deze wedstrijden scoorde hij 100 punten.
Na zijn carrière als speler begon hij samen met twee van zijn broers een eigen bedrijf genaamd Gerard Tire.